# Anna Dawydowna Abamelek

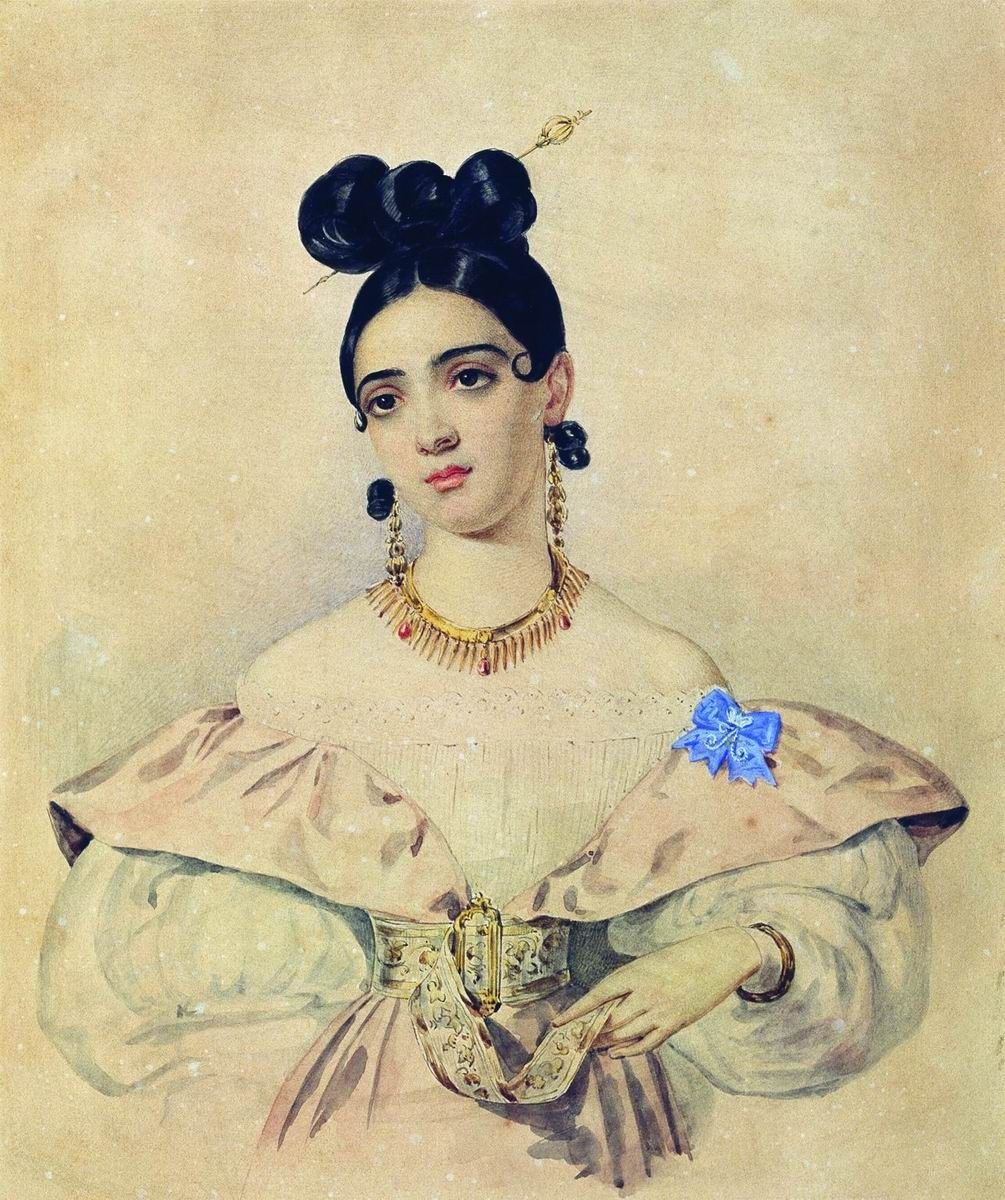
Anna Dawydowna Abamelek (A. P. Brjullow, um 1837, Kunstmuseum Nischni Nowgorod)

Anna Dawydowna Abamelek, verheiratet Baratynskaja, (russisch Анна Давыдовна Абамелек; * 3. Apriljul. / 15. April 1814greg. in St. Petersburg; † 13. Novemberjul. / 25. November 1889greg. ebenda) war eine russische Hofdame und Übersetzerin armenischer Herkunft.

## Leben
Abamelek, Tochter des Kavallerie-Generalmajors Fürst Dawid Abamelek aus seiner Ehe mit Marfa Ioakimowna Lasarewa, erhielt eine gründliche Erziehung im reichen Elternhaus. Sie beherrschte Englisch, Französisch, Armenisch, Georgisch, Deutsch und lernte dann noch zum Lesen religiöser Literatur Griechisch. Im April 1832 wurde sie zum Fräulein bei Großfürstin Jelena Pawlowna ernannt, lebte aber weiter im elterlichen Haus. Im November 1835 heiratete sie den Flügeladjutanten Irakli Baratynski (1802–1859), Bruder des Dichters Jewgeni Baratynski.
Nach der Hochzeit lebte Abamelek weiter in St. Petersburg mit häufigen Aufenthalten auf dem Familienlandsitz ihres Mannes. Sie zog 1842 nach Jaroslawl, wo ihr Mann nun Generalgouverneur war. Nach seiner Versetzung nach Kasan 1846 war sie dort Chefkuratorin aller Bildungs- und Erziehungseinrichtungen der Stadt. Ihr Musik-Literatur-Salon wurde von allen Gebildeten der Stadt besucht, und auch Nikolai Lobatschewski, Lew Tolstoi und Mili Balakirew kamen.
Neben ihrer Tätigkeit als Ehefrau machte Abamelek sich einen Namen als Literaturübersetzerin. Sie übersetzte ins Französische Werke Alexander Puschkins, Michail Lermontows, Fjodor Tjuttschews, Nikolai Nekrassows, ins Englische Werke Wassili Tumanskis, Alexei Apuchtins, Alexei Tolstois und ins Russische Werke Goethes, Schillers, Heines und Byrons.
Puschkin hatte Abamelek als kleines Mädchen gekannt und 1832 ein schmeichelndes Gedicht in ihr Album geschrieben. Auch Lermontow, Pjotr Wjasemski, Iwan Mjatlew und Iwan Koslow hatten sich in ihr Album eingetragen. Sergei Glinka und Semjon Raitsch priesen ihre Schönheit und Begabung. Friedrich von Gagern war bei einem Empfang im Schloss Peterhof 1839 von der Schönheit Abameleks beeindruckt gewesen. Dorothea von Ficquelmont charakterisierte Abameleks Schönheit als orientalisch und vermisste Anmut.
Nach dem Tod ihres Mannes widmete sich die kinderlose Abamelek der Wohltätigkeit. Im Krimkrieg hatte sie Spenden für die Verwundeten gesammelt. Sie lebte viele Jahre in Baden-Baden, wo sie täglich frühmorgens in den Garten der Villa Hamilton ging und sich mit Übersetzungen beschäftigte.
Abamelek starb am 25. November 1889 in St. Petersburg und wurde auf dem dortigen Nowodewitschi-Friedhof neben ihrem Mann bestattet. Der Grabstein ist verloren gegangen.

## Ehrungen
- Russischer Orden der Heiligen Katharina II. Klasse (1856)
- Marienauszeichnung I. Klasse (1879)